# Soraja Haddadová
Soraja Haddadová (* 30. září 1984 El-Kseur) je bývalá alžírská zápasnice–judistka.

## Sportovní kariéra
Připravovala se v Bidžáji v klubu USMAK. V alžírské ženské reprezentaci se pohybovala od roku 2003 v superlehké váze do 48 kg. V roce 2004 startovala na olympijských hrách v Athénách, kde vypadla ve čtvrtfinále s Japonkou Rjóko Taniovou (Tamuraovou) na ippon technikou o-soto-gari. V roce 2005 vybojovala v Káhiře na mistrovství světa bronzovou medaili, první medaili z mistrovství světa pro alžírské ženské judo. Od roku 2006 přestoupila do vyšší pololehké váhy do 52 kg.
V roce 2008 startovala na olympijských hrách v Pekingu. Ve čtvrtfinále dostala za bodového vedení v závěru zápasu do držení Korejku Kim Kjong-ok a postoupila do semifinále. Její semifinálová soupeřka, domácí Číňanka Sian Tung-mej byla ten den nad její síly a po minutě boje jí podlehla na ippon technikou seoi-nage. V boji o třetí místo nastoupila proti Kazašce Šolpan Kalijevové a zvedačkou sukui-nage (te-guruma) zvítězila na wazari. Získala bronzovou olympijskou medaili.
Od roku 2010 si musela zvykat na nová pravidla boje, která zakázala techniky s přímým útokem rukama na soupeřovy nohy. I přes tyto komplikace (přišla o svoje oblíbené zvedací techniky sukui-nage) se v roce 2012 kvalifikovala na své třetí olympijské hry v Londýně. V úvodním kole však v zápase s Rumunkou Andreeou Chițuovou na toto nové pravidlo doplatila. V zápalu boje chytila soupeřku za nohu a byla diskvalifikovaná. Vzápětí ukončila sportovní kariéru.

### Vítězství
- 2010 – 1x světový pohár (Düsseldorf)
- 2011 – 1x světový pohár (Amsterdam)

## Výsledky
| Turnaj             | 2002            | 2003            | 2004            | 2005            | 2006           | 2007           | 2008           | 2009           | 2010           | 2011           | 2012           |
| Turnaj             | 18              | 19              | 20              | 21              | 22             | 23             | 24             | 25             | 26             | 27             | 28             |
| Turnaj             | superlehká váha | superlehká váha | superlehká váha | superlehká váha | pololehká váha | pololehká váha | pololehká váha | pololehká váha | pololehká váha | pololehká váha | pololehká váha |
| ------------------ | --------------- | --------------- | --------------- | --------------- | -------------- | -------------- | -------------- | -------------- | -------------- | -------------- | -------------- |
| Olympijské hry     |                 |                 | úč.             |                 |                |                | 3.             |                |                |                | úč.            |
| Mistrovství světa  |                 | úč.             |                 | 3.              |                | 7.             |                | —              | úč.            | úč.            |                |
| Africké hry        |                 | ?               |                 |                 |                | 3.             |                |                |                | 1.             |                |
| Mistrovství Afriky | 3.              |                 | 1.              | 1.              | —              |                | 1.             | —              | —              | 1.             | 1.             |
| MS juniorů         | úč.             |                 |                 |                 |                |                |                |                |                |                |                |